# Jamie Milligan
Jamie Milligan (Blackpool, 3 gennaio 1980) è un allenatore di calcio e calciatore inglese, di ruolo centrocampista.

## Carriera

### Giocatore

#### Club
Ha giocato nella prima divisione inglese.

#### Nazionale
Ha giocato nella nazionale inglese Under-18.

### Allenatore
Ha allenato nelle serie minori inglesi.

## Palmarès

### Giocatore

#### Competizioni nazionali
- English Football League Trophy: 1

Blackpool: 2001-2002
- Northern Premier League: 2

Hyde: 2004-2005
Fleetwood Town: 2007-2008
- Conference League Premier: 1

Fleetwood Town: 2011-2012

#### Competizioni regionali
- Manchester Premier Cup: 1

Hyde United: 2004-2005